# México nos Jogos Olímpicos de Verão de 2012
O México competiu nos Jogos Olímpicos de Verão de 2012, que aconteceram na cidade de Londres, no Reino Unido, de 27 de julho até 12 de agosto de 2012.

## Medalhas
| Atleta                      | Esporte       | Evento              | Medalha |
| --------------------------- | ------------- | ------------------- | ------- |
| Seleção Mexicana de Futebol | Futebol       | Masculino           | Ouro    |
| Aída Román                  | Tiro com arco | Individual feminino | Prata   |
| Mariana Avitia              | Tiro com arco | Individual feminino | Bronze  |

## Desempenho

### Atletismo
Os atletas do México até agora alcançaram índices de classificação nos seguintes eventos (máximo de três atletas por índice A e um por índice B):
Eventos com um atleta classificado por índice B:
- 20 km marcha atlética feminina

### Futebol
Masculino
| Equipe | Equipe | Fase de grupos                              | Fase de grupos | Quartas                | Semifinal              | Final                  | Pos. |
| Equipe | Equipe | Adversário e resultado                      | Pos.           | Adversário e resultado | Adversário e resultado | Adversário e resultado | Pos. |
| --- | --- | ------------------------------------------- | -------------- | ---------------------- | ---------------------- | ---------------------- | ---- |
| José de Jesús Corona Israel Jiménez Carlos Salcido Hiram Mier Dárvin Chávez Héctor Herrera Javier Cortés Marco Fabián Oribe Peralta | Giovani dos Santos Javier Aquino Raúl Jiménez Diego Reyes Jorge Enríquez Néstor Vidrio Miguel Ponce Néstor Araujo Antonio Rodríguez | KOR Coreia do Sul E 0-0 GAB Gabão SUI Suíça |                |                        |                        |                        |      |

### Halterofilismo(2 atletas)
Masculino
| Atleta      | Evento | Arranque (kg) | Arremesso (kg) | Total (kg) | Posição |
| ----------- | ------ | ------------- | -------------- | ---------- | ------- |
| José Montes | -56kg  | 112,0         | 157,0          | 269,0      | 6º      |

Feminino
| Atleta     | Evento | Arranque (kg) | Arremesso (kg) | Total (kg) | Posição |
| ---------- | ------ | ------------- | -------------- | ---------- | ------- |
| Luz Acosta | -63kg  | 99,0          | 125,0          | 224,0      | 6º      |

### Natação
Feminino
| Atletas                     | Evento          | Eliminatórias | Eliminatórias | Semifinal   | Semifinal   | Final       | Final       |
| Atletas                     | Evento          | Tempo         | Posição       | Tempo       | Posição     | Tempo       | Posição     |
| --------------------------- | --------------- | ------------- | ------------- | ----------- | ----------- | ----------- | ----------- |
| Liliana Ibanez              | 100 m livre     | 55s71         | 25º           | Não avançou | Não avançou | Não avançou | Não avançou |
| Liliana Ibanez              | 200 m livre     | 2min01s36     | 26º           | Não avançou | Não avançou | Não avançou | Não avançou |
| Susana Escobar              | 400 m livre     | 4min14s78     | 28º           |             |             | Não avançou | Não avançou |
| Patricia Castañeda Miyamoto | 800 m livre     | 8min44s44     | 27º           | Não avançou | Não avançou |             |             |
| Maria Fernanda Gonzalez     | 100 m costas    | 1min01s28     | 23º           | Não avançou | Não avançou | Não avançou | Não avançou |
| Maria Fernanda Gonzalez     | 200 m costas    | 2min12s75     | 24º           | Não avançou | Não avançou | Não avançou | Não avançou |
| Rita Medrano                | 200 m borboleta | 2min11s42     | 23º           | Não avançou | Não avançou | Não avançou | Não avançou |
| Erica Dittmer               | 200 m medley    | 2min16s54     | 27º           | Não avançou | Não avançou | Não avançou | Não avançou |
| Susana Escobar Torres       | 400 m medley    | 4min50s57     | 29º           |             |             | Não avançou | Não avançou |

### Remo
Masculino
| Equipe                | Evento        | Eliminatórias | Eliminatórias | Repescagem | Repescagem | Quartas | Quartas  | Semifinal | Semifinal | Final   | Final                |
| Equipe                | Evento        | Tempo         | Posição       | Tempo      | Posição    | Tempo   | Posição  | Tempo     | Posição   | Tempo   | Posição (Pos. final) |
| --------------------- | ------------- | ------------- | ------------- | ---------- | ---------- | ------- | -------- | --------- | --------- | ------- | -------------------- |
| Patrick Loliger Salas | Skiff simples | 6m51s78       | 3º Q          | BYE        | BYE        | 7m00s20 | 4º S C/D | 7m29s82   | 2º FC     | 7m20s10 | 2º (14º)             |

### Taekwondo
O México conseguiu vaga para quatro categorias de peso, conquistadas na qualificatória pan-americana, realizado em Querétaro, no México:
- até 58 kg masculino;
- até 68 kg masculino;
- até 49 kg feminino;
- mais de 67 kg feminino.

### Tiro
Masculino
| Atleta           | Evento | Qualificação | Qualificação | Final       | Final       | Posição |
| Atleta           | Evento | Placar       | Posição      | Placar      | Total       | Posição |
| ---------------- | ------ | ------------ | ------------ | ----------- | ----------- | ------- |
| Javier Rodríguez | Skeet  | 114          | 24º          | Não avançou | Não avançou | 24º     |

Feminino
| Atleta           | Evento                | Qualificação | Qualificação | Final       | Final       | Posição |
| Atleta           | Evento                | Placar       | Posição      | Placar      | Total       | Posição |
| ---------------- | --------------------- | ------------ | ------------ | ----------- | ----------- | ------- |
| Alejandra Zavala | Pistola de ar de 10 m | 380          | 19º          | Não avançou | Não avançou | 19º     |

### Tiro com arco(6 atletas)
| Atleta                                       | Prova                | Rodada de classificação | Rodada de classificação | Ronda dos 64                         | Ronda dos 32                          | Ronda dos 16                             | Quartos-finais                       | Semifinais                         | Final                                                  | Final             |
| Atleta                                       | Prova                | Placar                  | Pos.                    | Adversário e resultado               | Adversário e resultado                | Adversário e resultado                   | Adversário e resultado               | Adversário e resultado             | Adversário e resultado                                 | Pos.              |
| -------------------------------------------- | -------------------- | ----------------------- | ----------------------- | ------------------------------------ | ------------------------------------- | ---------------------------------------- | ------------------------------------ | ---------------------------------- | ------------------------------------------------------ | ----------------- |
| Juan René Serrano                            | Individual masculino | 665                     | 29º                     | ITA M. Galiazzo V 2-0, 2-0, 0-2, 2-0 | GBR L. Godfrey D 0-2, 1-1, 0-2, 0-2   | Não avançou                              | Não avançou                          | Não avançou                        | Não avançou                                            | Não avançou       |
| Luis Álvarez                                 | Individual masculino | 665                     | 30º                     | BUL Y. Hristov V 2-0, 2-0, 2-0       | KOR J-H. Oh D 1-1, 0-2, 2-0, 0-2, 1-1 | Não avançou                              | Não avançou                          | Não avançou                        | Não avançou                                            | Não avançou       |
| Eduardo Vélez                                | Individual masculino | 665                     | 26º                     | IRI M. Vaziri V 1-1, 2-0, 2-0, 2-0   | CHN X. Dai D 0-2, 0-2, 0-2            | Não avançou                              | Não avançou                          | Não avançou                        | Não avançou                                            | Não avançou       |
| Eduardo Vélez Luis Álvarez Juan René Serrano | Equipes              | 1996                    | 7º                      |                                      |                                       | MAS Malásia V 216-211                    | FRA França V 220-212                 | ITA Itália D 215-217               | Disputa pelo bronze: KOR Coreia do Sul D 219-224       | 4º                |
| Alejandra Valencia                           | Individual feminino  | 657                     | 13º                     | EST R. Pärnat V 2-0, 1-1, '2-0, 2-0  | CHN M. Cheng D 0-2, 0-2, 1-1, 0-2     | Não avançou                              | Não avançou                          | Não avançou                        | Não avançou                                            | Não avançou       |
| Mariana Avitia                               | Individual feminino  | 659                     | 10º                     | IRN Z. Dehghan V 1-1, 2-0, 1-1, 2-0  | GBR N. Folkard V 1-1, 2-0, 2-0, 1-1   | DEN C. Christiansen V 2-0, 0-2, 2-0, 2-0 | KOR S-J. Lee V 0-2, 2-0, 2-0, 2-0    | MEX A. Román D 0-2, 1-1, 1-1, 0-2  | Disputa pelo bronze: USA K. Lorig V 2-0, 2-0, 0-2, 2-0 | Medalha de bronze |
| Aída Román                                   | Individual feminino  | 658                     | 11º                     | KAZ A. Bannova V 2-0, 2-0, 0-2, 2-0  | IND B. Devi V 2-0, 0-2, 2-0, 2-0      | JPN M. Kanie V 1-1, 0-2, 2-0, 2-0, 2-0   | ITA P. Lionetti V 0-2, 2-0, 2-0, 2-0 | MEX M. Avitia V 2-0, 1-1, 1-1, 2-0 | KOR B-B. Ki D 0-2, 1-1, 2-0, 0-2, 2-0, 0-1             | Medalha de prata  |
| Mariana Avitia Aída Román Alejandra Valencia | Equipes              | 1974                    | 4º                      |                                      |                                       | Bye                                      | JPN Japão D 209-219                  | Não avançou                        | Não avançou                                            | Não avançou       |

### Triatlo
| Atleta            | Evento    | Natação (1,5 km) | Ciclismo (40 km) | Corrida (10 km) | Tempo total | Posição |
| ----------------- | --------- | ---------------- | ---------------- | --------------- | ----------- | ------- |
| Crisanto Grajales | Masculino | 18m10            | 59m36            | 31m11           | 1h50m08     | 28º     |
| Claudia Rivas     | Feminino  | 19m12            | 1h06m59          | 36m27           | 2h02m38     | 21º     |